# García (película)
García es una película dramática colombo-brasileña de 2010 dirigida por José Luis Rugeles con guion de Diego Vivanco, protagonizada por Damián Alcázar, Fabio Restrepo, Margarita Rosa de Francisco, Víctor Hugo Morant, Giulio Lopes y Rui Resende.

## Sinopsis
García por fin ha podido cumplir el sueño de su esposa Amalia: comprarle una casa nueva. Pero la historia se complica cuando Amalia es secuestrada por personajes desconocidos que le piden al inocente García que asesine a una mujer. Sin pensarlo, García se verá inmiscuido en el mundo del narcotráfico con el fin de salvar de la muerte a su esposa.

## Reparto
- Damián Alcázar	es García.
- Margarita Rosa de Francisco es Amalia.
- Fabio Restrepo es Gómez.
- Victor Hugo Morant es Vicente.
- Giulio Lopes es Cao.
- Rui Resende es Lobo.